# お金と友情
お金と友情(GRIN AND SHARE IT　1957年5月17日) はアメリカ合衆国の映画会社、メトロ・ゴールドウィン・メイヤー社に所属していたアニメーターのマイケル・ラーによって制作されたアニメーションのひとつ。

## スタッフ
監督　マイケル・ラー

制作総括　ウィリアム・ハンナ　ジョセフ・バーベラ

アニメーション制作　アーヴ・スペンス　ハーマン・コーエン　ビル・シーペック　ケン・サウスワース

背景　フェルナンド・モンテアレグレ

レイアウト　エド・ビーンディクト　

音楽　スコット・ブラッドリー

## 作品内容
ブッチとドルーピーが鉱山で20年間かけて金を掘っていた。ブッチが諦めかけていると丁度ドルーピーが金を発掘してしまう。約束は二人で山分けだったはずが欲張りのブッチが全部自分のものにしようとする。だがドルーピーにはそのことがわからず騙されるが、間抜けなブッチはことごとく失敗し、自滅してしまう。最後はドルーピーを騙し（独り占めしようとしていたことを打ち明け汚れた洗濯物を持って出て行くよと）うまく金を持って帰ろうとしたが騙しようのダイナマイトを持たされたドルーピーが哀れに思いブッチにあげてしまう。そして、ドルーピーは「気づいたころには死ぬほど喜ぶだろうな」と見送るが、ダイナマイトはブッチや金もろとも爆発。それを見たドルーピーはようやく自分が騙されたことに気づくが、もう後の祭りだった。
この作品は、MGMの屋台骨を長年支えてきたフレッド・クインビー及びテックス・アヴェリーが同社を去った後、ラーが監督を引き受け、ハンナ＝バーベラによる制作総括（プロデュース）の下で最初に制作されたドルーピー作品である。

## 登場キャラクター
- ブッチ

金を独り占めするため策を講じるがどれもうまくいかない。ドルーピーを毒殺しようとするが逆に自分が毒を食べてしまい自ら墓の中へ入ったり、ダイナマイトでやられたりもするが、次の場面では何故か何事もなかったかのように蘇生してくる。アヴェリー作品の「スパイク」と同一キャラクターだが、本作品以降は「ブッチ」という名前で登場する（「幸福を呼ぶ小人」を除く）。
- ドルーピー

欲張りなブッチに騙されるが気づかない。ブッチが勝手に自滅するので結果オーライとなる。日本語版の「欲のない、いい友達だねぇ」の台詞は名文句。

## 日本でのTV放映
- TBS系で放送されたトムとジェリーの真ん中に時折順番で放送された。
- トリミングでは放映する時間帯や放送局、時期などによっては縦に引き伸ばしているものや中央固定のみで処理している場合もある（縦に強引に引き伸ばすとかなり画質が落ちている）。

## 関連事項
- マイケル・ラー
- ドルーピー
- トムとジェリー
- 鉱山
- 金
- メトロ・ゴールドウィン・メイヤー